# Teclea fischeri
Teclea fischeri là một loài thực vật có hoa trong họ Cửu lý hương. Loài này được (Engl.) Engl. miêu tả khoa học đầu tiên năm 1895.